# Canton de Chef-Boutonne
Le canton de Chef-Boutonne est une division administrative française située dans le département des Deux-Sèvres et la région Poitou-Charentes.

## Géographie
Ce canton était organisé autour de Chef-Boutonne dans l'arrondissement de Niort. Son altitude varie de 66 m (Fontenille-Saint-Martin-d'Entraigues) à 171 m (Gournay-Loizé) pour une altitude moyenne de 110 m.

## Administration

### Conseillers généraux de 1833 à 2015
| Période | Période          | Identité                                                                     | Étiquette                | Qualité                                                                        |
| ------- | ---------------- | ---------------------------------------------------------------------------- | ------------------------ | ------------------------------------------------------------------------------ |
| 1833    | 1845             | Louis François Emery Perrain fils                                            |                          | Propriétaire, maire de Chef-Boutonne (1838-1843)                               |
| 1845    | 1848             | Charles Alexandre Motheau                                                    |                          | Ancien notaire Maire de Chef-Boutonne (1843-1848), conseiller d'arrondissement |
| 1848    | 1874             | Baron Louis Aymé de la Chevrelière (1817-1879)                               |                          | Propriétaire, maire de Gournay, conseiller d'arrondissement                    |
| 1874    | 1896 (décès)     | Théophile Perrain                                                            | Républicain              | Ancien percepteur de Chef-Boutonne Adjoint au maire de Chef-Boutonne           |
| 1896    | 1928             | Charles Aymé, Baron de La Chevrelière (fils de Louis Aymé de la Chevrelière) | Républicain Progressiste | Capitaine de cavalerie Maire de Gournay (1893-1930) Député (1898-1902)         |
| 1928    | 1940             | Pierre Rémondière                                                            | Rad.                     | Ancien lieutenant de vaisseau, propriétaire à Chef-Boutonne                    |
|         |                  |                                                                              |                          |                                                                                |
| 1943    | 1945             | Jacques Aymé de la Chevrelière                                               |                          | Maire de Gournay Nommé conseiller départemental en 1943                        |
|         |                  |                                                                              |                          |                                                                                |
| 1945    | 1951             | Alexandre Rémondière (1885-1964)                                             | DVG                      | Employé des chemins de fer Maire de Chef-Boutonne (1945-1947)                  |
| 1951    | 1958             | Louis Doignon (1883-1975)                                                    | SFIO                     | Haut fonctionnaire Maire de Chef-Boutonne (1947-1971)                          |
| 1958    | 1973 (démission) | Marie-Magdeleine Aymé de La Chevrelière                                      | MRP puis CD puis UDR     | Députée (1958-1973) Maire de Gournay (1953-1965)                               |
| 1974    | 1988             | Albert Bonnin                                                                | DVD puis UDF             | Propriétaire à Couture-d'Argenson                                              |
| 1988    | 1994             | Robert Micheau (1933-2023)                                                   | PS                       | Maire de Chef-Boutonne (1989-2001)                                             |
| 1994    | 2001             | Charles Aymé de La Chevrelière                                               | DVD                      | Maire de Gournay Président de la communauté de communes du Cœur du Poitou      |
| 2001    | 2015             | Jean-Claude Sillon                                                           | DVG                      | Retraité du secteur social Maire de Bouin                                      |

### Conseillers d'arrondissement (de 1833 à 1940)
Le canton de Chef-Boutonne appartenait à l'arrondissement de Melle jusqu'à sa disparition en 1926.
| Période                                  | Période | Identité                           | Étiquette    | Qualité |
| ---------------------------------------- | ------- | ---------------------------------- | ------------ | --- |
| 1833                                     | 1845    | Charles Alexandre Motheau          |              | Propriétaire, ancien maire de Chef-Boutonne                                                                 |
| 1845                                     | 1848    | Baron Louis Aymé de La Chevrelière |              | Maire de Gournay                                                                                            |
|                                          |         |                                    |              | |
| 1895                                     |         | Eugène Béguier                     | Républicain  | Notaire à Pioussay                                                                                          |
| 1907                                     | 1925    | Camille Bournier                   | Conservateur | Pharmacien à Chef-Boutonne                                                                                  |
| 1925                                     | 1931    | Maurice Hennessy (1896-1990)       | Républicain  | Négociant en cognac, propriétaire de la forêt de Chef-Boutonne                                              |
| 1931                                     | 1940    | André Dujarric                     | Radical      | Maire de Hanc                                                                                               |
| 1940                                     |         |                                    |              | Les conseils d'arrondissement ont été suspendus par la loi du 12 octobre 1940 et n'ont jamais été réactivés |
| Les données manquantes sont à compléter. |         |                                    |              | |

## Composition
Le canton de Chef-Boutonne groupait 15 communes et compte 6 024 habitants (population municipale) au 1er janvier 2009.
| Communes                             | Population (2012) | Code postal | Code Insee |
| ------------------------------------ | ----------------- | ----------- | ---------- |
| Ardilleux                            | 162               | 79110       | 79011      |
| Aubigné                              | 212               | 79110       | 79018      |
| La Bataille                          | 78                | 79110       | 79027      |
| Bouin                                | 145               | 79110       | 79045      |
| Chef-Boutonne                        | 2 174             | 79110       | 79083      |
| Couture-d'Argenson                   | 414               | 79110       | 79106      |
| Crézières                            | 57                | 79110       | 79107      |
| Fontenille-Saint-Martin-d'Entraigues | 584               | 79110       | 79122      |
| Gournay-Loizé                        | 616               | 79110       | 79136      |
| Hanc                                 | 250               | 79110       | 79140      |
| Loubigné                             | 164               | 79110       | 79153      |
| Loubillé                             | 374               | 79110       | 79154      |
| Pioussay                             | 323               | 79110       | 79211      |
| Tillou                               | 300               | 79110       | 79330      |
| Villemain                            | 171               | 79110       | 79349      |

## Démographie
| 1962  | 1968  | 1975  | 1982  | 1990  | 1999  | 2006  | 2009  | - |
| ----- | ----- | ----- | ----- | ----- | ----- | ----- | ----- | - |
| 7 614 | 7 179 | 6 899 | 6 584 | 6 161 | 5 893 | 6 005 | 6 024 | - |

Entre 1999 et 2006, la population du canton est relativement stable, puisqu'elle augmente de 109 habitants (soit 0.3%/an).